# The Duke Steps Out
The Duke Steps Out, in Nederland uitgebracht onder de titel Geheimzinnige hertog, is een film uit 1929 onder regie van James Cruze.

## Verhaal
Duke is een rijke jonge erfgenaam die een carrière in het boksen begint om te bewijzen dat hij niet zijn vaders geld nodig heeft om zich staande te houden in de wereld. Echter, wanneer hij verliefd wordt op een studente geeft hij deze carrière op en wordt lid van de college die zij ook bezoekt. Het meisje mag hem echter niet en Duke moet er alles aan doen dit te veranderen. Wanneer er progressie plaats lijkt te vinden, liegt een andere man tegen haar dat hij een relatie heeft met een koormeisje uit New York.

## Rolverdeling
| Acteur           | Personage                 |
| ---------------- | ------------------------- |
| William Haines   | Duke                      |
| Joan Crawford    | Susie                     |
| Karl Dane        | Barney (Duke's chauffeur) |
| Tenen Holtz      | Jake (Duke's manager)     |
| Edward J. Nugent | Tommy Wells               |
| Jack Roper       | Poison Kerrigan           |
| Delmer Daves     | Bossy Edwards             |